# Fondue

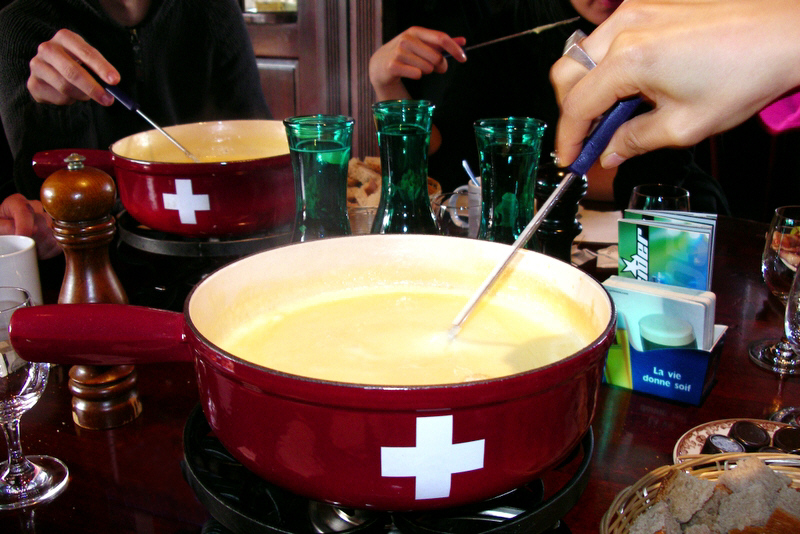
Típica fondue de queso suiza.

La fondue [se pronuncia /fɔ̃dy/] es una comida típica de Suiza, originaria de los macizos montañosos de Jura y norte de los Alpes, cerca de la frontera franco-suiza italiana. La fondue original, que se extendió a las regiones limítrofes de Francia e Italia, era una fondue de queso. Ha dado lugar a numerosas variantes y su fama se ha extendido a muchos países del mundo.
Consiste en sumergir con un pincho pequeñas piezas de alimentos en líquidos calientes como queso derretido, aceite o chocolate, en una pequeña olla de barro cocido o de hierro fundido, común para todos los comensales y colocada en el centro de la misma mesa; el recipiente típico se llama caquelon, o fondue para los hispanoparlantes. Los comensales se sirven valiéndose de un pincho metálico de dos o tres puntas, con el que introducen en el queso trozos de pan, trozos de carne en el aceite, o de frutas en la variante de chocolate.
En el caso de la fondue de queso, se trata de una preparación con muchas calorías, propia de climas fríos, pero que, sobre todo, genera un ambiente de camaradería. La fondue es por ejemplo conocida en algunos países por su uso para celebraciones tales como el día del amigo que invitan a compartir entre varias personas este plato típico.

## Etimología
La palabra fondue proviene del idioma francés, es el participio pasivo de pasado, género femenino (fundida) del verbo fondre (fundir, derretir) que pasa a usarse sustantivado,
La primera mención del sustantivo fondue en su acepción culinaria parece haber sido hecha en 1735 en la obra en francés Le cuisinier moderne de Vincent la Chapelle.

## Para calentar lafondue
Para que el queso se mantenga fundido y que el aceite mantenga su temperatura, se coloca el caquelon sobre un pequeño hornillo de mesa. Existen versiones modernas del caquelon con hornilla portátil sobre la base de gas butano, alcohol e inclusive eléctricos, llamadas genéricamente fondue. Algunos de estos equipos incluyen, además de la hornilla y del recipiente, charolas para la preparación de la raclette.

## Fondue de queso
Es la que da su nombre genérico al plato, fondue, significando derretida en francés. Es uno de los platos nacionales de Suiza, y es el plato original del que derivan las demás fondues.

### Historia
El origen de la receta podría encontrarse en la antigua costumbre de los pastores y de los montañeros de calentar los trozos de queso viejo, por lo tanto duros, no solo para ablandarlos, sino también para conformar un plato de comida caliente. 
La receta más antigua que se conoce de la forma moderna de fondue de queso procede de un libro publicado en 1699 en Zúrich, con el nombre de Käss mit Wein zu kochen (cocinando queso con vino), que habla de fundir queso rallado o queso cortado con vino y mojar pan en él.
Una versión de la fondue aparece en 1825 en el libro del cocinero francés Jean Anthelme Brillat-Savarin La physiologie du goût, que decía haberla descubierto en el Cantón de Vaud. El queso se derretía en una mezcla de huevos y mantequilla. Esta antigua versión se repite a lo largo del siglo XIX (Alexandre Dumas padre la nombra en su Grand dictionnaire de cuisine en 1873) hasta la publicación de una receta sin huevos y con vino blanco, en el libro de cocina La cuisine pratique (La cocina práctica), premiado en la exposición culinaria suiza de Zúrich en 1885. Se puede deducir de lo anterior que las fondues suizas en su forma actual, con queso y kirsch, son anteriores a 1885.
Sin embargo, hasta finales del XIX, el nombre "fondue de queso" se refería a un plato compuesto de huevos y queso, como en la obra de Vincent La Chapelle Fonduë de Fromage, aux Truffes Fraiches de 1735; era un plato intermedio entre los huevos revueltos con queso y el soufflé de queso. Brillat-Savarin escribe en 1825 que no es "más que huevos revueltos con queso ". Las variaciones incluyen nata ("à la genevoise") y trufas ("à la piémontaise") además de huevos, así como lo que hoy se conoce como raclette ("fondue valaisanne").
La fondue de queso es también un plato tradicional en las regiones francesas de Saboya y del Franco Condado, y en las regiones italianas del Valle de Aosta y del Piamonte. En Saboya, la fondue se puso de moda en la década de 1930 y se convirtió desde entonces en un clásico del turismo regional.
La fondue fue popularizada como plato nacional suizo por la Unión Suiza del Queso (Schweizerische Käseunion) en la década de 1930 con el fin de aumentar el consumo de queso. La Unión Suiza del Queso también creó recetas pseudorregionales como parte de la “defensa espiritual de Suiza”. Tras el fin del racionamiento de la Segunda Guerra Mundial, la Unión Suiza del Queso continuó su campaña de marketing enviando juegos de fondue a regimientos militares y organizadores de eventos en toda Suiza. La fondue es ahora un símbolo de la unidad suiza.
Mientras tanto, en Suiza se sigue promocionando agresivamente la fondue, con lemas como “La fondue crea buen humor”. En 1981, esto se tradujo al alemán suizo en la forma: Fondue isch guet und git e gueti Luune, abreviado como figugegl.
La fondue se presentó a los estadounidenses en el restaurante alpino del pabellón suizo de la Exposición Universal de Nueva York de 1964.
La fondue fue popular en Estados Unidos en las décadas de 1960 y 1970, junto con otras comidas preparadas en fuentes autoservicio.
La extensión del nombre "fondue" a otros platos servidos en un caldero comunitario se remonta a los años 50 en Nueva York. Konrad Egli, un restaurador suizo, introdujo la fondue bourguignonne en su restaurante Chalet Suisse en 1956. A mediados de la década de 1960, inventó la fondue de chocolate como parte de una promoción del chocolate Toblerone 16. Una especie de mousse de chocolate o pastel de chocolate también se llamaba en ocasiones "fondue de chocolate" desde los años 1930 17.

### Características
La fondue de queso se realiza derritiendo una mezcla de quesos, como el gruyère, el comté, el emmental y la tomme de Savoie, en vino blanco aromatizado con Kirsch (aguardiente de cerezas). Se sujeta el trozo de pan con el pincho de dos o tres puntas, y se remueve en forma de ocho para que la fusión de quesos no se corte.
En las queserías francesa y suiza, la mezcla de quesos para fondue se vende ya preparada para facilitar la elección de los quesos a los novatos. Cada región emplea sus quesos locales, lo que da lugar a una serie de variantes.
| Tipos de queso                                  | Nombre de las fondues                |
| ----------------------------------------------- | ------------------------------------ |
| 100% Gruyère                                    | Vaudoise (del Cantón de Vaud)        |
| 100% Vacherin de Friburgo                       | Fribourgeoise (de Friburgo)          |
| 50% Gruyère y 50% Vacherin de Friburgo          | Moitié-Moitié (Mitad y mitad)        |
| 50% Gruyère y 50% Emmental                      | Neuchâteloise (de Neuchâtel)         |
| 1/3 Gruyère, 1/3 Emmental y 1/3 Sbrinz          | Suiza central                        |
| 1/3 Gruyère de Saboya, 1/3 Beaufort y 1/3 Comté | Savoyarde (de Saboya)                |
| 100% Comté                                      | Jurassienne (del Franco Condado)     |
| 100% Vacherin Mont d'Or                         | Fondue de Vacherin o Mont-d'Or chaud |

## Fondue de carne
La fondue de carne se denomina tradicionalmente bourguignonne (Borgoña). A pesar de su nombre, es de origen suizo y su nombre solamente hace referencia a la provincia francesa de Borgoña por ser ésta una región tradicionalmente dedicada a la crianza del buey y de la ternera destinados al consumo. Según la tradición se hace con carne de vacuno, escogiendo cortes de primera calidad, siendo éstos los más tiernos.
Existen variantes en las que se emplea pechuga de pollo o de pavo, o solomillo de cerdo.

### Preparación
Es necesario preparar cuidadosamente los ingredientes para la fondue de carne y tenerlos listos con anticipación. Se calculan entre 200 y 250 gramos de carne por persona, aproximadamente, y se sirve un mínimo de 4 a 6 clases de salsas, que pueden variarse a gusto modificándolas con toques personales. 
La carne tiene que ser muy fresca. Debe cortarse del tamaño de un bocado, no más pequeña, para que no se reseque. 
Hay dos maneras de servirla, según el tipo de carne empleada. La carne de buey o de ternera se mantiene seca y sin salar para evitar salpicaduras y para que quede jugosa al freírla. Hay que cubrirla con papel manteca o de aluminio, conservarla en la nevera y retirarla una hora antes de cocinarla, para que tome temperatura ambiente. La carne de pollo y de cerdo puede ser preparada previamente adobándola a la española, en una mezcla de agua, sal, pimentón, ajo y vinagre. La carne tiene que macerar al menos 6 horas antes de servirla. De esta manera, el alimento tarda menos en cocinarse en la fondue y adquiere un sabor un poco más fuerte.
Para llevar la fondue a la mesa hay que llenar con aceite la tercera parte de la cazuela. Se puede calentar previamente sobre el fuego de la cocina y llevarla luego al calentador. Para probar la temperatura, se deja caer sobre el aceite un trocito de pan. Cuando se dore en menos de 1 minuto, hay que graduar el calor para que la cocción de la carne resulte pareja y el aceite no se enfríe. 
Para aromatizar el aceite y la carne, se suelen echar dentro del aceite un par de ajos enteros y hierbas frescas, como tomillo, laurel, romero u orégano.[cita requerida]
Al sumergir la carne, debe formarse instantáneamente una costra que realce el sabor del bocado. La carne se come con una amplía gama de salsas frías a disposición de los comensales: mahonesas, salsa bearnesa, salsa tártara, salsa rosa, salsa barbacoa, mostazas, etcétera.

### Variantes de fondues de carne o pescado
En una fondue de carne, se sumergen trozos de carne en un líquido caliente. Hay varias variaciones:
- Fondue bourguignonne, trozos de ternera cocidos en aceite hirviendo;
- Fondue de bressane o fondue campesina, trozos de carne de pavo bañados en yema de huevo y luego empanados para finalmente cocinar el trozo en un caldo de aceite;
- Fondue china, finas lonchas de ternera y verduras cocidas en caldo:
- fondue japonesa o sukiyaki, trozos de ternera cocinados con verduras;
- Fondue mongola, fondue china con pescado y marisco añadido;
- Fondue de Szechuan, fondue china con salsa de pimiento rojo ;
- fondue vigneronne, trozos de carne de vacuno y/o de ave cocidos en vino blanco y especias;
- Fondue de vino tinto o fondue Bacchus, trozos de ternera cocidos en vino tinto con verduras.

## Fondue de chocolate
A principios de los años 1960s se extendió el concepto de fondue a la repostería; en ese momento aparecieron las fuentes de chocolate. Mediante un sencillo mecanismo con un calentador en la base de la fuente de chocolate y en cascadas continuas sobre diferentes bases, se hace fluir el chocolate de una manera impactante y muy atractiva. En ella se pueden bañar frutas, merengue, bizcochos, galletas y demás alimentos.
Para aderezar los bocados dulces se utilizan canela, jengibre en polvo e incluso pimienta.

## Celebración del día del amigo
La fondue en cualquiera de sus variedades se ha usado para celebrar el día del amigo en algunos lugares. Su uso tiene origen en dos premisas fundamentales, la primera de ellas es la de compartir de un mismo plato con aquellos con los que nos une un lazo especial de amistad o familiaridad. En segundo lugar, el hecho de que esa celebración de la amistad ocurra durante épocas de baja temperatura en los países mencionados, propensos a una comida sumamente calórica.

## Otras variedades
Existen las siguientes variedades aparte de las anteriores: 
- Fondue china: consta de finas lonchas o fetas de carne y verduras que se cuecen hundiéndolas en un caldo que se mantiene caliente en un wok. Cuando se hace con trozos de pescado y marisco (erizos, trepang, camarones, mejillones), en Francia se le llama a veces fondue mongole (fondue mongola).
- Fondue vietnamita: a base de finas lonchas de carne de buey (cortadas como para un carpaccio) y de gambas que se cuecen en un caldo de verduras. Éste se bebe en un tazón al final de la fondue.
- Fondue japonesa: es el nombre que se ha dado al sukiyaki, que consta principalmente de trozos de carne cocinadas con verduras.
- Fondue Bacchus: basada en trozos de carne vacuna cocidos en vino junto a las verduras.
- Fondue bressane: trozos de carne de pollo (eventualmente empanados con pan rallado) y fritos en aceite. Esta fondue recibe su nombre de la región francesa de Bresse, conocida por la alta calidad de sus pollos de corral.

## Tipos de ollas
Existen tres tipos de ollas para Fondues, algunas de ellas actualmente en casi desuso debido a la complejidad de realizar una fondue con ellas.
- Fondue de gas : Es la fondue más tradicional y compleja, hay que adquirir un pequeño quemador para poder realizarla. Debes llevar un control manual de la temperatura para llevar una cocción perfecta.
- Fondue eléctrica : Estamos ante las más vendidas en la actualidad, estas fondue tienen un termostato para mantener en todo momento la temperatura perfecta.
- Fondue de vela : Ideal para postres, se calienta mediante una pequeña vela puesta en la base.

## Curiosidades
- Durante la fondue se puede jugar a prenda o castigo: cuando a uno de los comensales se le cae un trozo de pan (fondue de queso), de carne (fondue de carne) o fruta (fondue de chocolate), tiene que pagar una prenda o someterse al juicio de los demás comensales, para quienes tendrá que realizar un «acto de castigo» (penitencia). Esta tradición aparece en el cómic de Astérix en Helvecia, durante una fondue de queso.
- Existe un instrumento curioso para recoger trozos caídos dentro de la olla. Es un minicolador que acompaña en ocasiones al juego de pinchos.